# سیارک ۱۴۲۰۶
سیارک ۱۴۲۰۶ (به انگلیسی: 14206 Sehnal، نامگذاری:1999CL10) چهارده هزار و دویست و ششمین سیارک کشف شده‌است که در ۱۵ فوریه ۱۹۹۹ کشف شد.
قدر مطلق سیارک برابر ۱۲٫۶۰ است.